# Daniel Caines
Daniel Caines (ur. 15 maja 1979) – brytyjski lekkoatleta, sprinter, dwukrotny olimpijczyk (2000, 2004).
Ulubioną konkurencją Cainesa był bieg na 400 metrów i to na nim osiągał największe indywidualne sukcesy:
- złoty medal Halowych Mistrzostw Świata w Lekkoatletyce (Lizbona 2001)
- 1. miejsce podczas Pucharu Europy w Lekkoatletyce (Annecy 2002)
- brązowy medal na Mistrzostwach Europy w Lekkoatletyce (Monachium 2002)
- srebro Halowych Mistrzostw Świata w Lekkoatletyce (Birmingham 2003)

Dużo dobrych wyników zanotował również jako członek brytyjskiej sztafety 4 x 400 metrów:
- 5. miejsce podczas Igrzysk Olimpijskich (Sydney 2000)
- złoto Mistrzostw Europy w Lekkoatletyce (Monachium 2002)
- brązowy medal Halowych Mistrzostw Świata w Lekkoatletyce (Birmingham 2003)

## Rekordy życiowe
- bieg na 400 m – 44,98 (2002)
- bieg na 200 m (hala) – 20,62 (2002)
- bieg na 400 m (hala) – 45,43 (2003)